# Снайдер (Небраска)
Снайдер (англ. Snyder) — селище (англ. village) в США, в окрузі Додж штату Небраска. Населення — 254 особи (2020).

## Географія
Снайдер розташований за координатами 41°42′17″ пн. ш. 96°47′11″ зх. д. / 41.70472° пн. ш. 96.78639° зх. д. (41.704597, -96.786496).  За даними Бюро перепису населення США в 2010 році селище мало площу 1,24 км², уся площа — суходіл.

## Демографія
Згідно з переписом 2010 року, у селищі мешкало 300 осіб у 127 домогосподарствах у складі 76 родин. Густота населення становила 242 особи/км².  Було 144 помешкання (116/км²).
Расовий склад населення:
| - 99,3 % — білих - 0,3 % — корінних американців |

До двох чи більше рас належало 0,3 %. Частка іспаномовних становила 1,3 % від усіх жителів.
За віковим діапазоном населення розподілялося таким чином: 27,3 % — особи молодші 18 років, 55,0 % — особи у віці 18—64 років, 17,7 % — особи у віці 65 років та старші. Медіана віку мешканця становила 41,4 року. На 100 осіб жіночої статі у селищі припадало 98,7 чоловіків;  на 100 жінок у віці від 18 років та старших — 101,9 чоловіків також старших 18 років.
Середній дохід на одне домашнє господарство  становив 58 898 доларів США (медіана — 45 208), а середній дохід на одну сім'ю — 73 759 доларів (медіана — 60 313). За межею бідності перебувало 9,4 % осіб, у тому числі 19,5 % дітей у віці до 18 років та 5,5 % осіб у віці 65 років та старших.
Цивільне працевлаштоване населення становило 184 особи. Основні галузі зайнятості: виробництво — 37,5 %, освіта, охорона здоров'я та соціальна допомога — 23,4 %, роздрібна торгівля — 10,9 %, сільське господарство, лісництво, риболовля — 7,1 %.